# Conquista medo-babilônica do Império Assírio
A conquista medo-babilônica do Império Assírio foi a última guerra travada pelo Império Neoassírio entre 626 e 609 a.C. Sucedendo seu irmão Assuretililani (r. 631–627 a.C.), o novo rei da Assíria, Sinsariscum (r. 627–612 a.C.), foi imediatamente confrontado pela revolta de um dos principais generais de seu irmão, Sinsumulisir, que tentou usurpar o trono para si mesmo. Embora essa ameaça tenha sido tratada com relativa rapidez, a instabilidade causada pela breve guerra civil pode ter tornado possível para outro oficial ou general, Nabopolassar (r. 626–605 a.C.), para se levantar e tomar o poder na Babilônia. A incapacidade de Sinsariscum de derrotar Nabopolassar, apesar das repetidas tentativas ao longo de vários anos, permitiu a Nabopolassar consolidar o poder e formar o Império Neobabilônico, restaurando a independência da Babilônia após mais de um século de domínio assírio. O Império Neobabilônico e o recém-formado Império Medo sob o rei Ciaxares (r. 625–585 a.C.) invadiram então o coração da Assíria. Em 614 a.C., os medos capturaram e saquearam Assur, o centro religioso do Império Assírio, e em 612 a.C. seus exércitos combinados atacaram e arrasaram Nínive, a capital assíria. O destino de Sinsariscum é desconhecido, mas presume-se que ele morreu na defesa de sua capital. Ele foi sucedido como rei apenas por Assurubalite II (r. 612–609 a.C.), possivelmente seu filho, que reuniu o que restava do exército assírio na cidade de Harã e, apoiado por uma aliança com o Egito, governado por três anos, em uma última tentativa de resistir à invasão medo-babilônica de seu reino.

## Antecedentes
Na primeira metade do século VII a.C., o Império Neoassírio estava no auge de seu poder, controlando todo o Crescente Fértil e aliado ao Egito. No entanto, quando o rei assírio Assurbanípal morreu de causas naturais em 631 a.C., seu filho e sucessor Assuretililani enfrentou oposição e inquietação, uma ocorrência comum na história assíria. Um oficial assírio chamado Naburitusur tentou usurpar o trono assírio com a ajuda de outro oficial, Sinsaribni, mas o rei, provavelmente com a ajuda de Sinsumulisir, impediu Naburitusur e Sinsaribni esmagando a conspiração com relativa rapidez. No entanto, é possível que alguns dos vassalos da Assíria usaram o reinado de um governante fraco para se libertar do controle assírio e até mesmo atacar postos avançados assírios. Em 628 a.C., Josias, um vassalo assírio e o rei do Judá no Levante, estendeu sua terra de modo que chegasse ao litoral, capturando a cidade de Asdode e estabelecendo ali alguns de seu próprio povo. O fim de Assuretililani não é claro, mas é frequentemente assumido, sem qualquer evidência de apoio, que o irmão de Assuretililani, Sinsariscum, lutou com ele pelo trono e, finalmente, ascendeu ao trono em meados de 627 a.C. Quase ao mesmo tempo, o rei vassalo da Babilônia, Candalanu, morreu, o que fez com que Sinsariscum também se tornasse o governante da Babilônia, conforme comprovado por inscrições feitas por ele em cidades do sul como Nipur, Uruque, Sipar e a própria Babilônia.

## Curso da guerra

### Ascensão da Babilônia

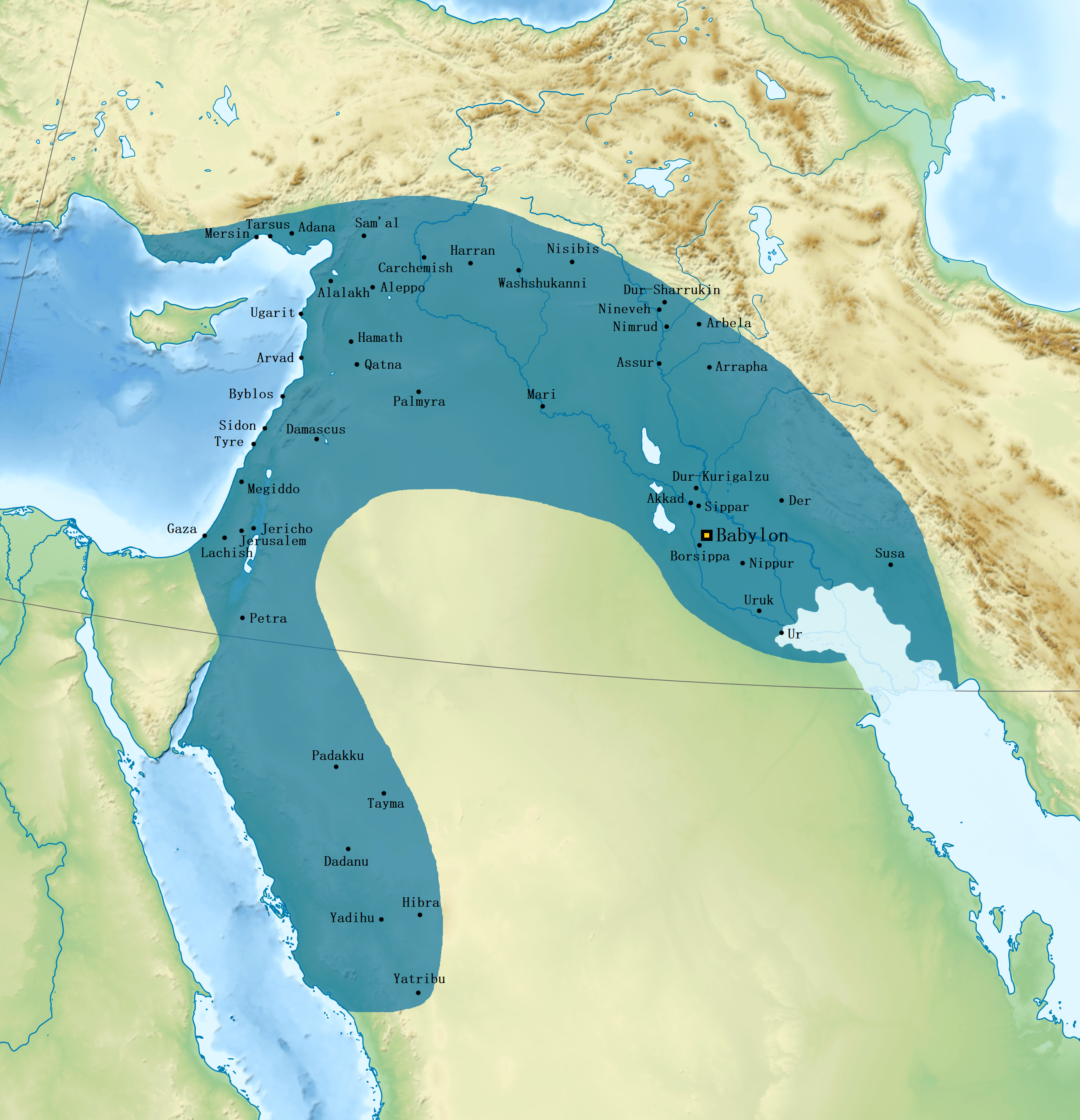
O Império Neobabilônico sob Nabonido (556-539 a.C.)

O governo de Sinsariscum na Babilônia não durou muito, pois quase imediatamente após sua chegada ao trono, o general Sinsumulisir se rebelou. Sinsumulisir foi uma figura-chave durante o reinado de Assuretililani, reprimindo várias revoltas e possivelmente sendo o líder de facto do país. O novo rei pode ter colocado em perigo sua posição, portanto, ele se revoltou na tentativa de tomar o poder para si mesmo. Sinsumulisir conquistou algumas cidades no norte Babilônia, incluindo Nipur e a própria Babilônia e governaria lá por três meses antes de ser derrotado por Sinsariscum. Nabopolassar, possivelmente usando a instabilidade política causada pela revolta anterior e o interregno em curso no sul, atacou Nipur e Babilônia. Na sequência de um contra-ataque assírio fracassado, Nabopolassar foi formalmente coroado rei da Babilônia em 22/23 de novembro de 626 a.C., restaurando a Babilônia como um reino independente.
Entre 625 e 623 a.C., as forças de Sinsariscum novamente tentaram derrotar Nabopolassar, fazendo campanha no norte da Babilônia. As campanhas assírias foram inicialmente bem-sucedidas, conquistando a cidade de Sipar em 625 a.C. e repelindo a tentativa de Nabopolassar de reconquistar Nipur. Outro vassalo assírio, Elão, também parou de pagar tributo à Assíria durante esse tempo e várias cidades babilônicas, como Der, se revoltaram e se juntaram a Nabopolassar. Percebendo a ameaça que isso representava, Sinsariscum liderou um contra-ataque massivo que resultou na reconquista de Uruque em 623 a.C. Sinsariscum poderia ter finalmente sido vitorioso, mas outra revolta, liderada por um assírio geral, ocorreu nas províncias ocidentais do império em 622 a.C. Este general, cujo nome permanece desconhecido, aproveitou a ausência das forças de Sinsariscum para marchar sobre Nínive, encontrou um exército que se rendeu sem lutar e conquistou o trono assírio. A rendição do exército indica que o usurpador era um assírio e possivelmente até um membro da família real, ou pelo menos uma pessoa que seria aceitável como rei. Sinsariscum então abandonou sua campanha na Babilônia para derrotar o usurpador, cumprindo a tarefa depois de aproximadamente cem dias de guerra civil; no entanto, a ausência do exército assírio fez com que os babilônios conquistassem os últimos postos avançados assírios remanescentes na Babilônia entre 622 e 620 a.C. O cerco babilônico de Uruque começou em outubro de 622 a.C. e embora o controle da antiga cidade mudasse entre a Assíria e a Babilônia, estava firmemente sob o domínio da Babilônia em 620 a.C., e Nabopolassar consolidou seu domínio sobre toda a Babilônia. Durante os anos seguintes, os babilônios obtiveram várias outras vitórias contra os assírios e em 616 a.C., as forças de Nabopolassar haviam chegado até o rio Balique. O faraó egípcio Psamético I, aliado da Assíria, marchou com suas forças para ajudar Sinsariscum. O faraó havia feito campanha nos últimos anos para estabelecer o domínio sobre as pequenas cidades-estado do Levante e era do seu interesse que a Assíria sobrevivesse como um estado-tampão entre seu próprio império e os dos babilônios e medos no leste. Uma campanha conjunta egípcia-assíria para capturar a cidade de Gablinu foi realizada em outubro de 616, mas terminou em derrota, após o qual os aliados egípcios se mantiveram a oeste do Eufrates, oferecendo apenas apoio limitado. Em 616 a.C., os babilônios derrotaram as forças assírias em Arrapa e os empurrou de volta para o Pequeno Zabe. Embora Nabopolassar não tenha conseguido tomar Assur, o centro religioso da Assíria, em maio do próximo ano, forçando-o a recuar para Tikrit, os assírios foram incapazes de capturá-lo e encerrar sua rebelião.

### Intervenção dos Medos

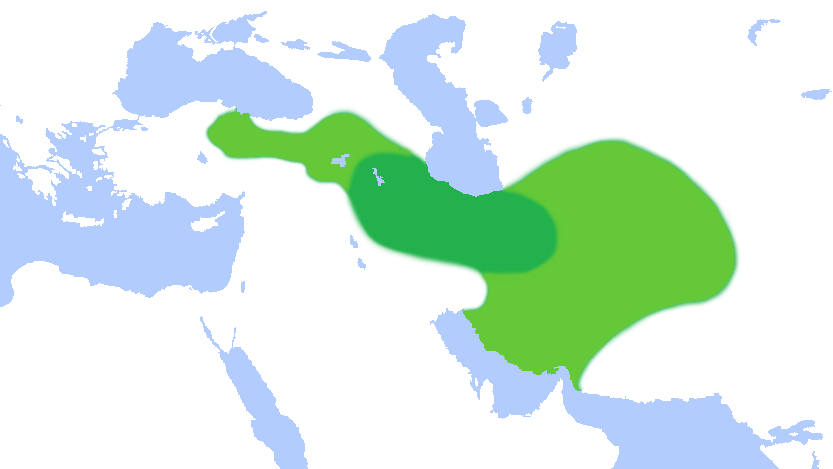
Mapa do Império Medo em sua maior extensão, de acordo com o historiador grego antigo Heródoto

Em outubro ou novembro de 615 a.C., os medos sob o rei Ciaxares invadiram a Assíria e conquistaram a região ao redor da cidade de Arrapa em preparação para uma grande campanha final contra os assírios.
No mesmo ano, eles derrotaram Sinsariscum na Batalha de Tarbisu e, em 614, eles conquistaram Assur, saqueando a cidade e matando muitos de seus habitantes. Nabopolassar só chegou a Assur depois que a pilhagem já havia começado e se reuniu com Ciaxares, aliando-se a ele, assinando um pacto anti-assírio e Nabucodonosor, filho de Nabopolassar, casou-se com uma princesa meda. Pouco depois, Sinsariscum fez sua última tentativa de contra-ataque, correndo para resgatar a cidade sitiada de Rahilu, mas o exército de Nabopolassar havia recuado antes que uma batalha pudesse acontecer. Em 612 a.C., os medos e os babilônios juntaram suas forças para sitiar Nínive, tomando a cidade após um cerco prolongado e brutal, com os medos desempenhando um papel importante na queda da cidade. Embora o destino de Sinsariscum não seja totalmente certo, é comumente aceito que ele morreu em defesa de Nínive.
Após a destruição de Assur em 614 a.C., o coroação tradicional assírio era impossível, então Assurubalite II foi coroado em Harã, que ele fez sua nova capital. Enquanto os babilônios o viam como o rei assírio, os poucos súditos restantes que Assurubalite II governou provavelmente não compartilhavam dessa opinião, e seu título formal permaneceu como príncipe herdeiro (mar šarri, que significa literalmente "filho do rei"). No entanto, Assurubalite não sendo formalmente rei não indica que sua reivindicação ao trono foi contestada, apenas que ele ainda não havia realizado a cerimônia tradicional. O objetivo principal de Assurubalite seria retomar o coração da Assíria, incluindo Assur e Nínive. Amparado pelas forças de seus aliados, Egito e Manai, essa ambição era perfeitamente possível, e seu governo temporário de Harã como príncipe herdeiro, em vez de rei legitimamente coroado, pode ter parecido mais como uma circunstância temporária. Em vez disso, o governo de Asurubalite em Harã compõe os anos finais do Império Assírio, que neste ponto havia efetivamente deixado de existir como um estado. Depois que o próprio Nabopolassar viajou pelo recentemente conquistado coração assírio em 610 a.C. para garantir a estabilidade, o exército medo-babilônico embarcou em uma campanha contra Harã em novembro de 610. Intimidados pela aproximação do exército medo-babilônico, Assurubalite e um contingente de reforços egípcios fugiram da cidade para os desertos da Síria. O cerco de Harã durou do inverno de 610 até o início de 609 e a cidade finalmente capitulou. A falha de Assurubalite em Harã marca o fim da antiga monarquia assíria, que nunca seria restaurada.
Depois que os babilônios governaram Harã por três meses, Assurubalite, junto com uma grande força de soldados egípcios, tentou retomar a cidade, lançando um cerco em junho ou julho de 609 a.C. Seu cerco durou no máximo dois meses, até agosto ou setembro, antes de ser forçado a recuar por Nabopolassar; eles podem ter recuado ainda mais cedo. 

## Rescaldo
O eventual destino de Asurubalite é desconhecido e seu cerco a Harã em 609 é a última vez que ele, ou os assírios em geral, são mencionados nos registros da Babilônia. Após a batalha em Harã, Nabopolassar retomou sua campanha contra o restante do exército assírio no início do ano 608 ou 607. Pensa-se que Asurubalite ainda estava vivo neste ponto, pois em 608 a.C. o faraó egípcio Neco II, o sucessor de Psamético I, liderou pessoalmente um grande exército egípcio ao antigo território assírio para resgatar seu aliado e virar a maré da guerra. Não há menção de uma grande batalha entre os egípcios, assírios, babilônios e medos em 608 a.C., que teria sido mencionada em fontes contemporâneas, pois marcou o conflito das quatro maiores potências militares de sua época, e não há menções posteriores de Assurubalite, é possível que ele tenha morrido em algum momento durante 608 a.C., antes que tal batalha pudesse ocorrer. O historiador M.B. Rowton especula que Assurubalite poderia ter vivido até 606,  no entanto, a esta altura, as referências ao exército egípcio em fontes babilônicas não trazem nenhuma referência aos assírios ou seu rei.
Embora Asurubalite não seja mais mencionado após 609, as campanhas egípcias no Levante continuaram por algum tempo até uma derrota esmagadora na Batalha de Carquemis em 605 a.C. Ao longo do século seguinte, Egito e Babilônia entraram em contato direto uns com os outros através da queda da Assíria, estariam frequentemente em guerra uns com os outros pelo controle do Crescente Fértil.